# Fluorid promethitý
Fluorid promethitý je anorganická sloučenina s chemickým vzorcem PmF3.

## Příprava
Fluorid promethitý lze připravit přidáním kyseliny fluorovodíkové do roztoku kyseliny dusičné s ionty Pm3+:
Pm3+(aq) + 3 F−(aq) → PmF3↓

## Vlastnosti
Fluorid promethitý je růžová radioaktivní pevná látka s teplotou tání 1338 °C, která je málo rozpustná ve vodě. Krystalizuje v šesterečné soustavě (typu fluoridu lantahnitého) s parametry mřížky a = 697 pm a c = 719 pm. Vypočtená hustota fluoridu promethitého je 6,72 g/cm3.
Po zahřátí PmF3·x H2O vzniká fluorid-oxid promethitý (PmOF), který má fialovorůžovou barvu.
Fluorid promethitý je možné redukovat na kovové promethium. Reakci je nutné provádět v kelímku z tantalu, jako vedlejší produkt vzniká fluorid lithný:
3 Li + PmF3 → Pm + 3 LiF
Touto reakcí poprvé vyrobil Fritz Weigel roku 1963 kovové promethium.